# Sourou-Migan Apithy
Sourou-Migan Apithy (* 8. April 1913 in Porto-Novo; † 3. Dezember 1989 in Paris) war ein beninischer Politiker und von 1964 bis 1965 Präsident von Dahomey.

## Leben
Apithy stammte aus der Stadt Porto Novo im Süden des seinerzeit französischen Dahomey (seit 1975 Benin). Nach dem Besuch katholischer Missionsschulen studierte er Volkswirtschaft in Paris und arbeitete als Buchhalter.

## Politische Laufbahn bis 1960
1946 wurde er Abgeordneter zuerst der Verfassunggebenden Versammlung für die IV. Republik und dann der französischen Nationalversammlung und war an der Gründung der Partei Rassemblement Démocratique Africain (RDA) beteiligt. 1948 verließ er die RDA und gründete die Parti Républicain Dahoméen (PRD) – später nur Parti Démocratique (PD), die sich an Léopold Sédar Senghor aus dem Senegal orientierte, der zu dieser Zeit mit der RDA konkurrierte.
1956 wurde er Bürgermeister von Porto Novo. Nach Wahlen zur Territorialversammlung wurde er am 25. Mai 1957 Vizepräsident des Regierungsrates. Im Mai 1958 übernahm er das Amt des Regierungschefs von Dahomey, wurde aber bei Neuwahlen im Mai 1959 von der RDA unter Führung von Hubert Maga geschlagen. Letzterer folgte ihm als Regierungschef nach.

## Im unabhängigen Dahomey
Nach der Unabhängigkeit des Landes 1960 wurde er Vizepräsident unter dem ersten Präsidenten Maga und gehörte dem Kabinett an. Apithy war ein Verfechter einer engen Zusammenarbeit mit Frankreich. Nach Magas Rücktritt stand er im Oktober 1963 für einen Tag an der Spitze, bevor Generalstabschef Christophe Soglo diesen Posten übernahm.
Er erhielt das Amt des Präsidenten nach der Bestätigung einer neuen Verfassung in einem Referendum vom Übergangspräsidenten Soglo am 25. Januar 1964. Am 29. November 1965 trat Apithy zurück, um Platz für eine neue Regierung unter dem Parlamentspräsidenten Tahirou Congacou zu machen, letzterer wurde am 22. Dezember 1965 von General Soglo gestürzt, nachdem dessen Forderungen an die zerstrittenen Parteien nach besserer Zusammenarbeit nicht gefruchtet hatten. Apithy ging nach Frankreich ins Exil und kehrte nach Soglos Sturz 1967 zurück.
1970 gehörte er neben Justin Ahomadégbé und Hubert Maga dem dreiköpfigen Präsidialrat an, dessen Mitglieder sich an der Staatsspitze abwechseln sollten. Während Magas Amtszeit kam es am 26. Oktober 1972 zum Putsch des Majors Mathieu Kérékou, der diese Regelung hinfällig machte. Gemeinsam mit seinen beiden Kollegen wurde er unter Arrest gestellt und durfte das Land erst 1981 verlassen. Er ging wieder nach Frankreich, verbrachte den Rest seines Lebens im Exil und starb in Paris.